# Storthyngura kussakini
Storthyngura kussakini là một loài chân đều trong họ Munnopsidae. Loài này được Brandt & Malyutina miêu tả khoa học năm 2002.